# Fábián László (zeneíró)
Fábián László (Igló, 1892. november 11. – Budapest, 1978. június 19.) ügyvéd, zenetudós, zeneíró, zenekritikus, zeneszerző.

## Életpályája
Fábián László kereskedő és Klein Mária (Irma) fiaként született. 1911–1915 között zenei tanulmányokat folytatott Budapesten a Nemzeti Zenedében; esztétikai tanulmányokat a Bécsi Egyetemen végzett. Ezután egy évig ügyvédjelölt volt Budapesten. 1916-ban fogalmazógyakornok volt a budapesti kincstári jogügyigazgatóságnál. 1920-ban mint nyilvános jogügyi fogalmazó ügyvédi irodát nyitott Budapesten. 1947-ben tagja lett a Magyar Szerzők Jogi Szakértő Bizottságának. 
Elégia című műve a Musikblätter des Anbruch pályázaton díjat nyert (1920). Számos zenei tanulmánya, cikke és kritikája jelent meg magyar és külföldi folyóiratokban és szaklapokban. Zenei lexikonok szerzője is volt.
Házastársa Braun Jozefa Júlia volt, akit 1919. szeptember 27-én Budapesten, a Terézvárosban vett feleségül.

## Művei

### Zenei cikkei és kritikái
- Alkotmány (1914)
- Echo du Danube (1914)
- Élet (1914)
- Zenei szemle (1927; Debussy és a clavicinisták; Stravinsky)
- Muzsika (1930; Az olasz zene új irányai)
- Zenei lexikon (Budapest, 1930–1935)
- Molnár Imre: A magyar muzsika könyve (Budapest, 1936)

### Zeneszerzeményei
- Elégia

### Könyvei
- Debussy és a zenei impresszionizmus (München, 1923)
- Debussy és művészete (Budapest, 1926)
- Wenn Schubert ein Tagebuch geführt hätte… (Budapest, 1962)
- Igor Stravinszky (Gondolat, 1963)